# Lois Burwell
Lois Burwell  (* 1960 in London, England) ist eine britische Maskenbildnerin.

## Leben
Burwell wuchs in London auf und arbeitete während ihrer Ausbildung zunächst für Musikvideos. 1981 hatte sie ihr erstes Spielfilmengagement als Maskenbildnerin für die schottische Coming-of-age-Komödie Gregory’s Girl von Bill Forsyth. 1985 arbeitete sie an der US-amerikanischen Koproduktion Legende von Ridley Scott. Es folgten weitere erfolgreiche britische Filmproduktionen wie Highlander – Es kann nur einen geben und Mona Lisa bevor sie Ende der 1980er Jahre ihren Arbeits- und Lebensmittelpunkt in die USA verlegte. Für ihre Arbeit an Braveheart wurde sie 1995 mit dem Oscar ausgezeichnet. Drei Jahre später heiratete sie den Kameramann John Toll, der für Braveheart ebenfalls mit einem Oscar ausgezeichnet worden war und mit dem zusammen sie zwischen 1995 und 2003 an fünf Filmen mitwirkte. 1999 erhielt sie eine zweite Nominierung für den Oscar für Der Soldat James Ryan, der Preis ging jedoch an Jenny Shircore für Elizabeth. Burwell arbeitete häufig mit Steven Spielberg, angefangen mit der von Spielberg produzierten Komödie Falsches Spiel mit Roger Rabbit. Zwischen 1998 und 2016 war sie als Maskenbildnerin an sechs Regiearbeiten Spielbergs beteiligt. 2014 war sie Jurorin in der Syfy-Realityshow Face Off, in der Talente im Bereich Spezialeffekte und Maskenbild gesucht werden.

## Filmografie (Auswahl)
- 1985: Legende (Legend)
- 1986: Highlander – Es kann nur einen geben (Highlander)
- 1986: Mona Lisa
- 1987: Das vierte Protokoll (The Fourth Protocol)
- 1988: Falsches Spiel mit Roger Rabbit (Who Framed Roger Rabbit)
- 1988: Zwei hinreißend verdorbene Schurken (Dirty Rotten Scoundrels)
- 1990: Air America
- 1992: Die Muppets Weihnachtsgeschichte (The Muppet Christmas Carol)
- 1993: Little Buddha
- 1995: Braveheart
- 1996: Mission: Impossible
- 1997: Das fünfte Element (The Fifth Element)
- 1998: Der Soldat James Ryan (Saving Private Ryan)
- 1999: Magnolia
- 1999: The Green Mile
- 2002: Catch Me If You Can
- 2003: Last Samurai (The Last Samurai)
- 2004: Collateral
- 2005: Krieg der Welten ( War of the Worlds)
- 2012: Lincoln
- 2015: Bridge of Spies – Der Unterhändler (Bridge of Spies)

## Auszeichnungen
- 1996: BAFTA-Film-Award-Nominierung in der Kategorie Beste Maske für Braveheart
- 1996: Oscar in der Kategorie Bestes Make-up und Beste Frisuren für Braveheart
- 1999: BAFTA-Film-Award-Nominierung in der Kategorie Beste Maske für Saving Private Ryan
- 1999: Oscar-Nominierung in der Kategorie Bestes Make-up und Beste Frisuren für Saving Private Ryan
- 2013: BAFTA-Film-Award-Nominierung in der Kategorie Beste Maske für Lincoln